# Polnik
Polnik – skała na Wyżynie Olkuskiej w miejscowości Bębło w województwie małopolskim, w powiecie krakowskim, w gminie Wielka Wieś, w górnej części Doliny Kluczwody. Jest to pojedyncza skała na terenie prywatnym, wśród pól uprawnych, w otoczeniu gęstych zarośli.
Zbudowana jest z wapienia, ma wysokość 8–18 m, pionowe. lub przewieszone ściany z filarem, kominem i zacięciem.

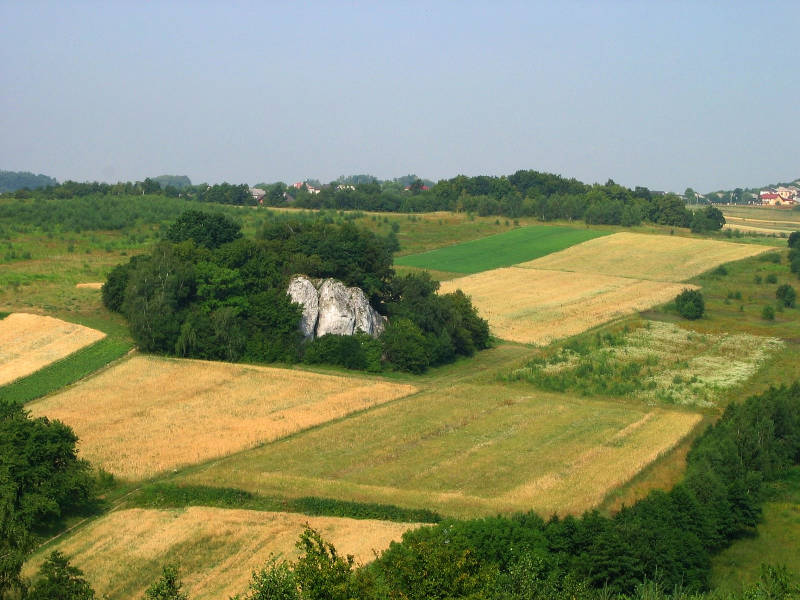
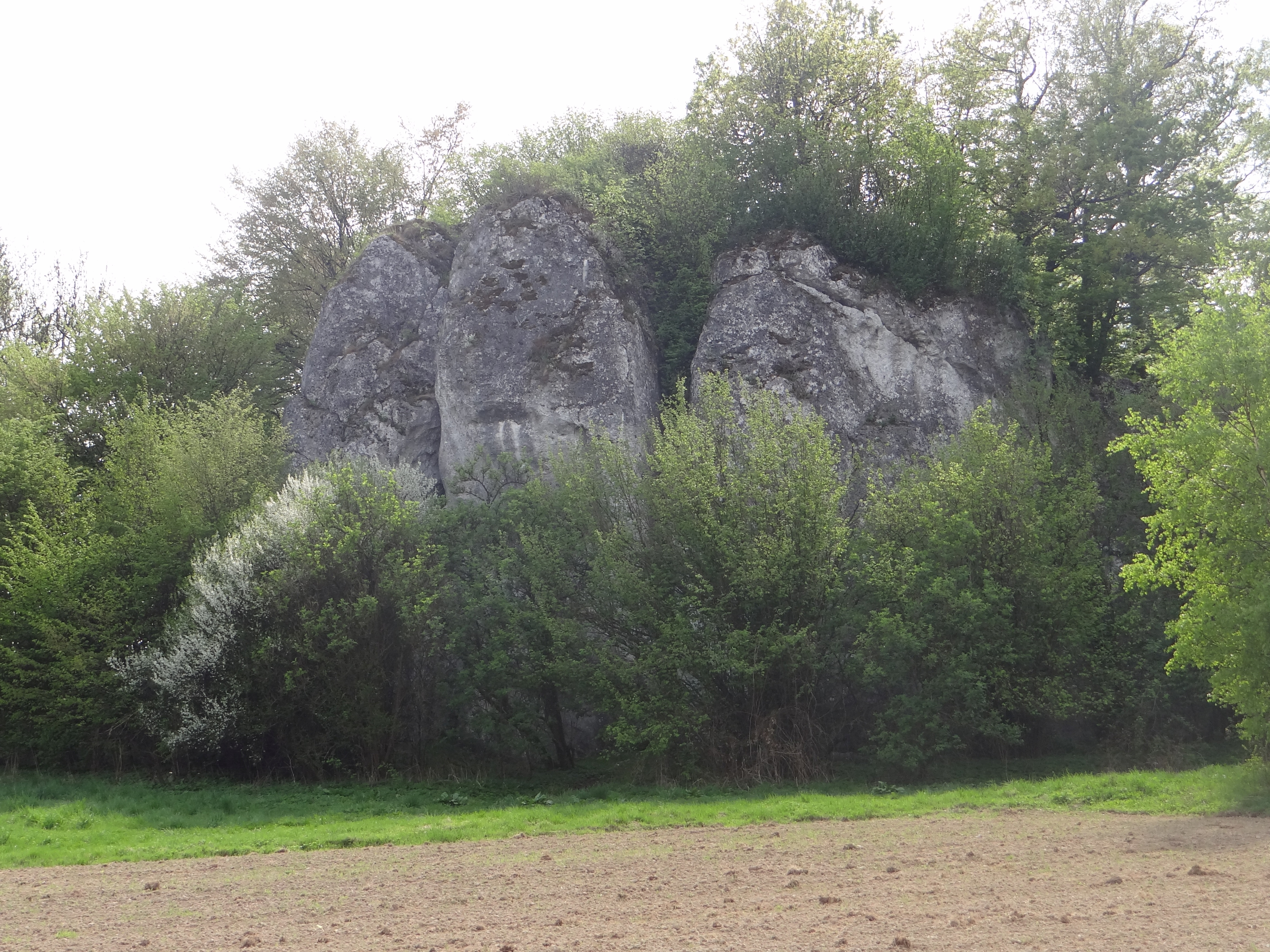
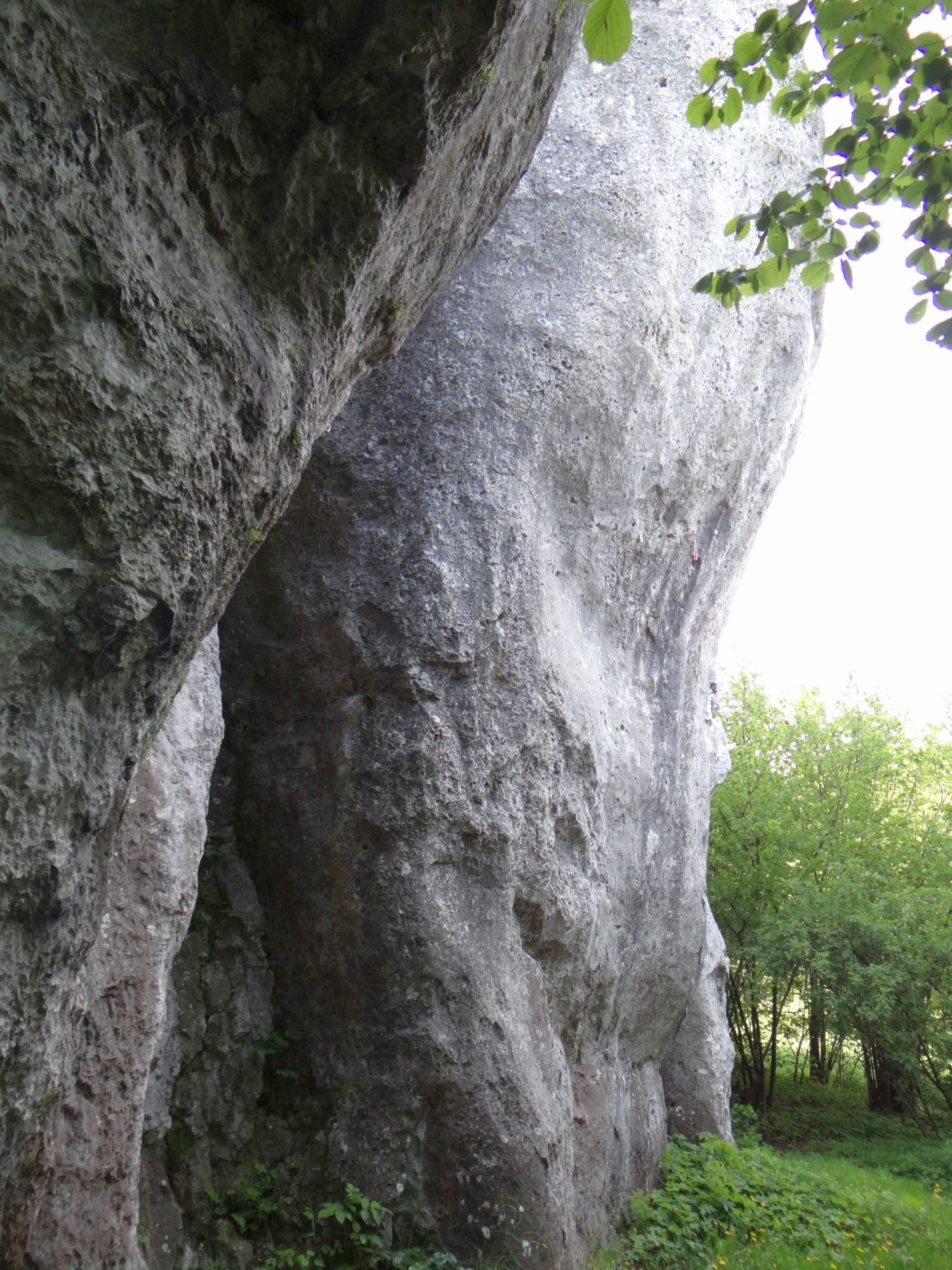
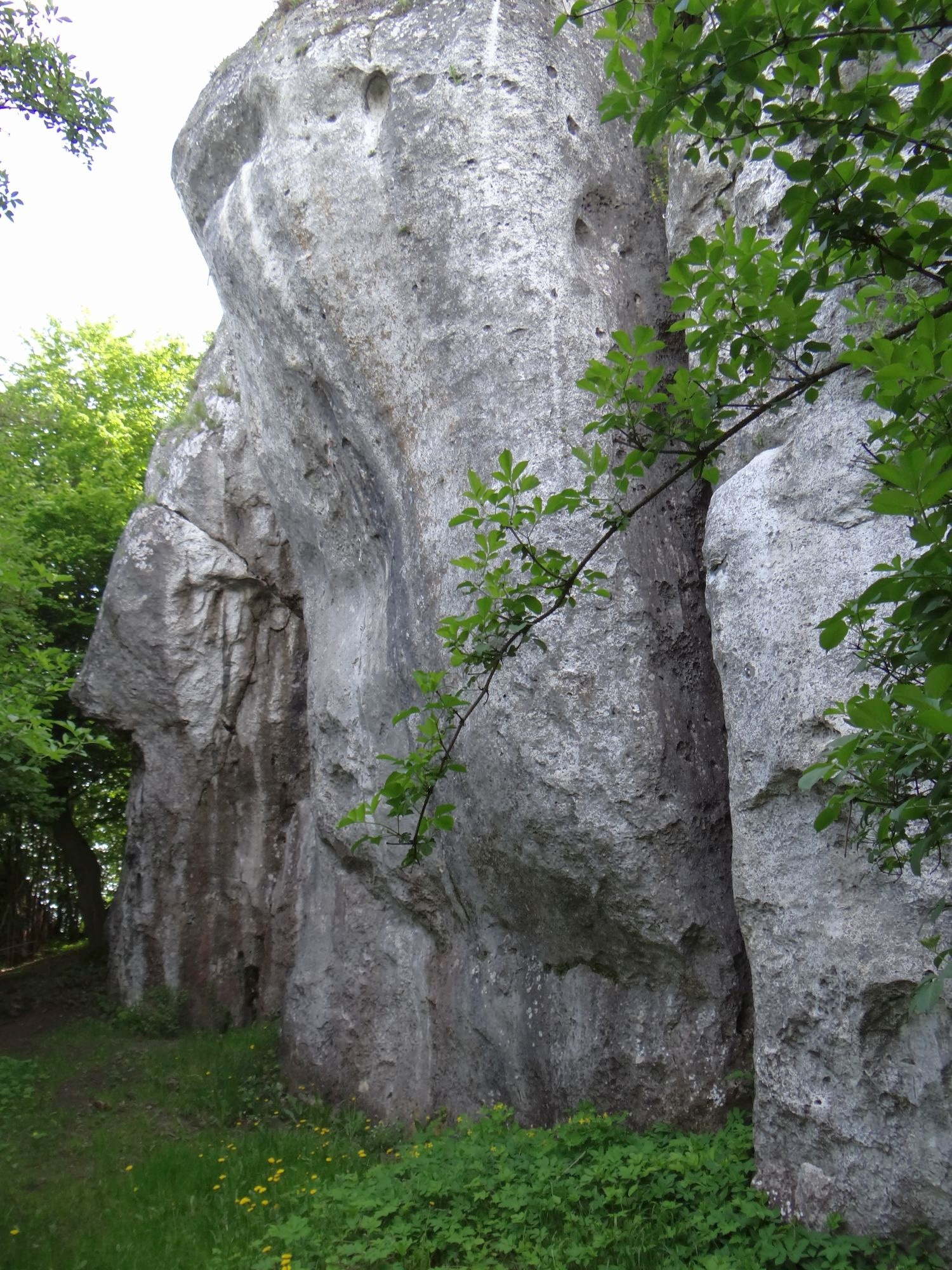
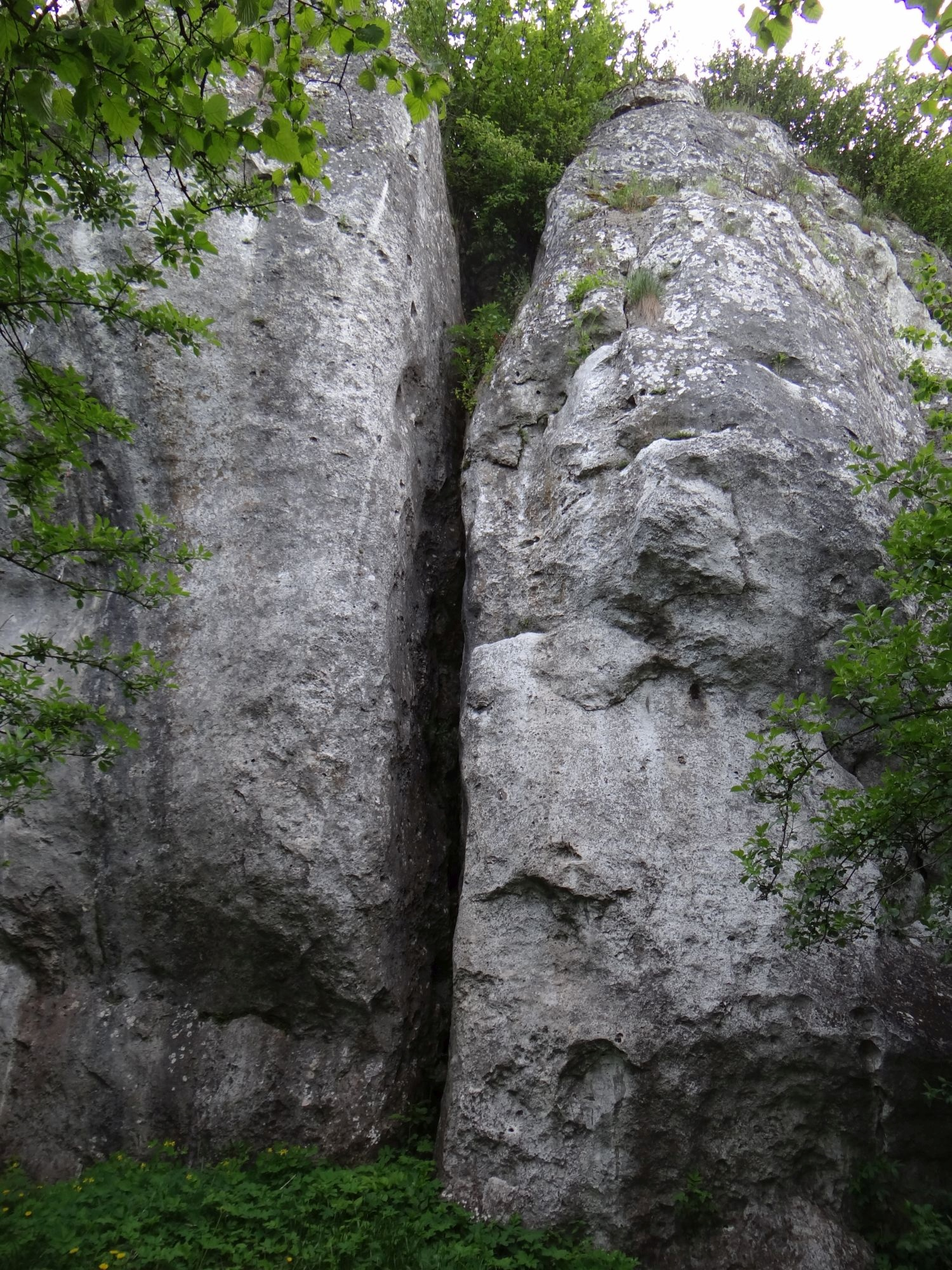

## Drogi wspinaczkowe
Na Polniku są 32 drogi wspinaczkowe o trudności od III do VI.6 w skali Kurtyki oraz jeden projekt. Mają wystawę północno-wschodnią, wschodnią lub południowo-wschodnią. Niemal wszystkie mają zamontowane stałe punkty asekuracyjne: ringi (r), stanowisko zjazdowe (st) lub ring zjazdowy (rz)

Polnik I
1. Rysa Hajnego; VI-, tr, 15 m
2. Polnik acetylenowy; 4r + st, VI.2, 2006 15 m
3. Marszałek Polny; 5r + st, VI.1+, 15 m
4. Kategoria: Wielkie dioptrie; 5r + st, VI.4, 2006 15 m

Polnik II
1. Prozac; 6r + st, VI.4+, 15 m
2. Zygzak; 5r + st, VI.2+, 15 m

Polnik III
1. Komin polny; 4r + st, VI-, 18 m
2. Piekielny chaos; 6r + st, VI.4, 18 m
3. Człowiek z Cro-Magnon; 5r + st, VI.6, 17 m
4. Pawiany czują się świetnie; 6r + st, VI.5+/6, 17 m
5. Przybycie pawianów; 6r + st, VI.6, 17 m
6. Pawiany z Cro-Magnon; 5r + st, VI.6, 17 m
7. Projekt; 5r, 18 m
8. Niebiański spokój; 5r + st, VI.4+/5, 17 m

Polnik IV
1. Niebiański komin; IV, 16 m
2. Bez cudów; 5r + st, VI.2+/3, 16 m
3. Wiara czyni cuda; 4r + st, VI.1, 15 m
4. Niedobór hormonów; 4r + st, VI.2, 15 m
5. Bliski wschód; 5r + st, VI.4+, 15 m

Polnik V
1. Azja; 4r + st, VI.1, 15 m
2. Tylko dla orłów; 4r + st, VI.2, 12 m
3. Tomcio Paluch; 4r + st, VI.1, 12 m
4. Lewy Piotruś Pan; 4r + st, VI.1+, 14 m
5. Międzypiotrze; 4r + st, VI.2, 14 m
6. Prawy Piotruś Pan; 4r + st, VI.1+, 14 m

Polnik VI
1. Polna załupa; 3r + st, V+, 10 m
2. Porfirion; 3r + st, V, 9 m
3. Ośla łączka; 3r + st, IV, 9 m
4. Kłapouchy; 2r + st, III, 9 m
5. Daleki zachód; VI, 20 m

Polny Filarek
1. Lewa polna rysa; IV, 10 m
2. Małe Trango; 3r + st, V+, 10 m
3. Prawa polna rysa; IV, 10 m[2].